# Spálava
Spálava är en kulle i Tjeckien.   Den ligger i regionen Vysočina, i den centrala delen av landet, 100 km öster om huvudstaden Prag. Toppen på Spálava är 665 meter över havet. Spálava ingår i Žďárské vrchy.
Terrängen runt Spálava är platt österut, men västerut är den kuperad.Runt Spálava är det ganska glesbefolkat, med 45 invånare per kvadratkilometer. Närmaste större samhälle är Chotěboř, 7,7 km sydväst om Spálava. I omgivningarna runt Spálava växer i huvudsak blandskog.